# Tessella apostata
Tessella apostata là một loài bướm đêm thuộc phân họ Arctiinae, họ Erebidae.